# Heinrich I. (Augsburg)

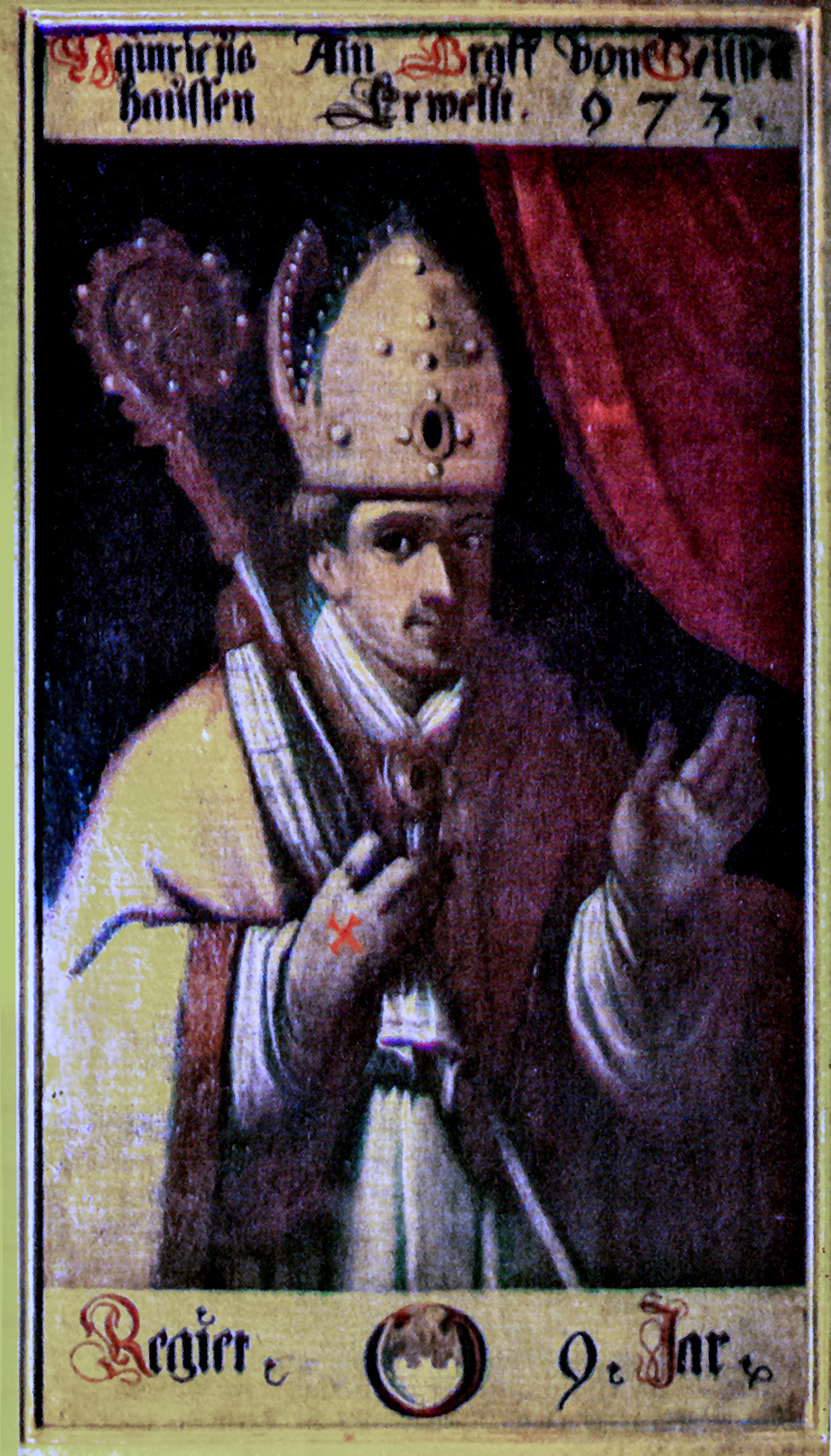
Heinrich I., Graf von Geisenhausen, 22. Bischof von Augsburg (973–982)

Heinrich I. (* unbekannt; † 13. Juli 982 bei Capo Colonna) war der 22. Bischof von Augsburg von 973 bis zu seinem Tod im Jahr 982. Als letzter Spross der Grafen von Geisenhausen trug er auch den Namen Graf Heinrich von Geisenhausen.

## Leben
Heinrich war der einzige Sohn von Purchard (Burkhard) von Geisenhausen und seiner Gattin Adelheid, einer Tochter von Herzog Arnulf von Bayern. Über die vorbischöfliche Zeit sind von Heinrich keine Aufzeichnungen bekannt. Er gelangte 973 durch Intrigen seiner Verwandten als Nachfolger des Heiligen Ulrichs auf den Bischofsstuhl von Augsburg.
Heinrich, sein Vetter, der Bayernherzog Heinrich „der Zänker“, und Heinrich, der Herzog von Kärnten, empörten sich 977 im „Aufstand der drei Heinriche“ gegen Kaiser Otto II. Dieser hatte 973 Heinrichs Verwandten, den Burchardingern, das Herzogtum Schwaben entzogen und es seinem eigenen Neffen Otto von Schwaben übertragen. Während eines Kriegszuges der beiden Ottos nach Böhmen besetzten die Aufständischen zahlreiche feste Plätze in Bayern. Der Aufstand scheiterte jedoch am zurückgeeilten Heer Herzog Ottos. Bischof Heinrich begab sich 978 freiwillig zum Fürstentag nach Magdeburg, auf dem über seine Mitverschworenen und ihn Gericht gehalten wurde. Bischof Heinrich wurde zu Klosterhaft verurteilt und anschließend dem Abt Liudolf des Klosters Werden als Häftling übergeben. In Werden blieb Heinrich allerdings nur drei Monate, dann durfte er auf Bitten des Augsburger Klerus und der übrigen Bischöfe beim Kaiser in sein Bistum zurückkehren.
Heinrich kümmerte sich in den folgenden Jahren um sein Bistum, das unter seinen politischen Ambitionen gelitten hatte. So ließ er den Augsburger Dom neu bedachen und errichtete bei Hochzoll eine Brücke über den Lech. 980/981 pilgerte er nach Rom, möglicherweise war diese Wallfahrt ein ihm für den Aufstand auferlegte Buße. Vor seiner Reise nach Rom übergab er die eigene Grafschaft Geisenhausen der Domkirche Augsburg.
Heinrich zeigte sich nach seiner Begnadigung kaisertreu. Als Otto II. 981 2100 Panzerreiter nach Italien rief, stellte sich Heinrich mit 100 Panzerreitern aus seinem Bistum an dessen Seite. In der Schlacht am Kap Colonna, bei der das Reichsheer von den Sarazenen vernichtend geschlagen wurde und Kaiser Otto nur knapp entkam, gehörte Heinrich zu den Gefallenen.